# Голяш, Томаш
То́маш Го́ляш (пол. Tomasz Goliasz; 6 июля 1968, Валч) — польский гребец-каноист, выступал за сборную Польши в конце 1980-х — середине 1990-х годов. Участник летних Олимпийских игр в Атланте, серебряный и бронзовый призёр чемпионатов мира, победитель многих регат национального и международного значения.

## Биография
Томаш Голяш родился 6 июля 1968 года в городе Валче Западно-Поморского воеводства. Активно заниматься греблей начал в раннем детстве, проходил подготовку в Щецине в спортивном клубе «Вискорд».
Первого серьёзного успеха на взрослом международном уровне добился в 1989 году, когда попал в основной состав польской национальной сборной и побывал на чемпионате мира в болгарском Пловдиве, откуда привёз награду серебряного достоинства, выигранную в двойках с Мареком Лбиком на дистанции 500 метров — в финале их обошёл только датский экипаж Арне Нильссона и Кристиана Фредериксена.
В 1994 году Голяш выступил на мировом первенстве в Мехико, где вместе с напарником Дариушем Кошиковским выиграл бронзовую медаль в двойках на дистанции 1000 метров — на финише лучшими были экипажи из Германии и Венгрии. Благодаря череде удачных выступлений удостоился права защищать честь страны на летних Олимпийских играх 1996 года в Атланте, стартовал с Кошиковским в той же километровой дисциплине двухместных каноэ, но сумел дойти лишь до стадии полуфиналов, где показал на финише пятый результат. Вскоре по окончании этой Олимпиады принял решение завершить карьеру профессионального спортсмена, уступив место в сборной молодым польским гребцам.